# Hilo (mitologia)
Hilo (em grego: Ὕλλος; em latim: Hyllus), na mitologia grega, foi o filho mais velho do casal Héracles e Dejanira. Ele morreu tentando conquistar o Peloponeso, em um combate singular contra Équemo. Os descendentes do seu pai, os heráclidas, teriam conquistado e destruído a civilização micênica, o que corresponderia, segundo alguns autores, às invasões dóricas.